# 랑선성
랑선성(諒山省, 양산성 베트남어: Lạng Sơn / 諒山省)은 베트남의 성 단위 행정 구역이다. 중국의 광시성, 윈난성과 국경을 접한다. 성도는 하노이에서 북동쪽으로 137km 떨어진 랑선시이며, 철도로 도로로 연결되어 역사적으로 광시성과 잦은 교류를 하는 관문이었다. 랑선성은 북쪽으로 중국과 국경을 접하며, 북서쪽으로는 까오방성, 남쪽으로는 하박성과 국경을 접한다. 꽝닌성과는 남쪽에서 시작하여 동쪽 경계로 확장되며, 서쪽으로는 타이응우옌성이 있다.
중국과 베트남의 역사적 연결고리인 우의관은 랑선성과 중국 광시성을 연결한다. 국경 지역이기 때문에 양국간의 교역을 위해 중요한 역할을 한다. 베트남 수도 하노이에서 도로와 철도로 접근할 수 있으며, 국도 1A의 최북단 지점이다. 랑선성의 경제는 농업과 임업이 80%를 차지한다. 그러나 최근 몇 년 동안 경제 발전은 풍부한 광물 자원을 이용하는데 전적인 관심을 기울이고 있다.

## 역사
랑선이라는 이름은 한월어 량산(諒山)에서 왔다.
이 지방의 역사는 랑선의 역사다. 고대 역사는 청동기 시대까지 거슬러 올라간다. 이 시기는 홍강 삼각주에서 난닝을 거쳐 광저우까지 지나간 중국과 인도 사이에 존재했던 교역로로 표시된다. 7,000 ~ 9,000년 전에 랑선성의 석회암 동굴에는 박선 문화의 초기 정착민들이 살고 있었다.
중국 삼국시대에 사섭이 이곳의 호족이였다. 그는 이 곳에서 나는 각종 특산물들과 각종 진귀한 보물들을 매해 손권에게 바치는 조건으로 이곳의 자치권을 인정받았다.
딘 왕조(968~980)는 이 지역의 무역 성장을 장려하고 중국의 성황제들에게 용저우에 무역관계를 수립할 것을 요청했다. 베트남인들이 중국 직물에 대한 대가로 향료와 코끼리 상아, 코뿔소 뿔, 금, 은, 소금을 거래한 사실이 중국 연보에 발표되었다. 그 후, 리 왕조 치하에서  끼꿍강에 있었던 빈빈에 광대한 시장이 조성되었다.
1406년 4월 4일, 중국 명나라 특사 한 명이 국경을 넘어 랑선성으로 들어가자, 호꾸이리의 군대는 매복하여 명나라가 호위하고 있던 쩐 왕자를 죽였다. 이에 따라  왕자를 죽였다. 이에 따라 영락제는 이것을 명나라에 대한 적대행위로 받아들였고, 징벌적 원정을 나섰다. 명나라 때인 1527년과 1592년 동안, 랑선성은 국경에서 그 전략적 중요성을 고려하여 크게 요새화되었는데, 지금도 볼 수 있다. 리 왕조의 성채는 석회암 바위 바깥쪽의 랑선 시진의 서쪽에 위치해 있다.
랑선성은 1831년 민망 황제의 치세에 의해 만들어진 북베트남의 13개 원래 성 중 하나였다. 1802년 응우옌 왕조가 수립된 이후 그때까지 베트남 북부에는 총독의 지배를 받아왔다.

### 프랑스 식민지 시대
이 마을은 1885년 매우 번창한 도시였다가 프랑스인들에 의해 점령되었다. 프랑스군은 그곳을 까오방에 있는 다른 기지를 지원할 군사 기지로 개조했다. 1906년 고고학자 앙리 만수이는 그가 호빈자(Ho Binh Gia)라고 이름 붙인 포빈자 근처의 탐까인 동굴을 발견했다. 그는 독특한 석기와 유해를 발굴했다. 1922년 ~ 25년 M.콜로니는 랑선성을 대대적으로 탐사하고, 산속의 고대 박선 문화와 관련된 43개의 유적지를 확인했다.
제2차 세계 대전 동안 일본군은 비시 인도차이나 정부와 협정을 맺었음에도 불구하고, 잉크가 마르기도 전에 협정을 파기하고, 중국에서 군대를 철수시킴으로써 베트남에 대한 공세를 개시했다. 일본군은 베트남의 중국 국경을 넘어 12km 안으로 들어갔는데, 랑선 기차역에서 매우 가까웠다. 일본인들은 1940년 9월 22일에 공격했고, 25일에 랑선성을 점령했다. 그러나 비시는 양국간에 체결된 협정의 위반에 대해 히로히토 천황에게 항의하여 9월 26일 저녁까지 정전을 끌어냈고, 곧 랑선성은 비시 프랑스군에 의해 다시 점령되었다.
1945년 9월 호찌민 정부가 수립된 후, 포츠담 회담의 조건에 따라 16도선 이하의 일본군은 중국 국민당이 아니라 영국군과 인도군에 항복했다. 전략상 호찌민은 중국으로부터 어떠한 위협에도 대처할 수 있도록 프랑스와 협정을 체결했고, 프랑스-베트남 협정이 체결되었다. 이것은 프랑스 연합과 인도차이나 연방 내의 자유 베트남을 수리밯게 했다. 그러나 프랑스군은 1947년 10월 랑선성을 근거지로 하여 비엣민에 대한 공세를 시작했다. 그러나 비엣민은 가까스로 프랑스 공습을 저지했고, 프랑스군을 랑선성으로 철수시켰다. 그러나 비엣민은 프랑스군을 추격하여, 4번 국도에서 매우 결정적인 승리를 거두었고, 마침내 랑선성을 탈환했다. 이것이 제1차 인도차이나 전쟁의 시작이었다.
1950년에 비엣민이 그 지방과 마을을 장악했다. 1979년 2월 중공군은 국경도시 돈동을 통해 베트남을 침공했다. 닷새 동안 계속된 이 전쟁에서 60만 명의 병사가 베트남에 내려왔다. 랑선 마을은 중국에서 남침한 20만 명의 병사를 이끌고 북부의 수도를 점령한 주요 도시였다. 그러나 베트남군이 성급하게 퇴각하려는 중공군을 격파하는 데 성공함에 따라 베트남군은 최후의 발언권을 갖게 되었다. 이로써 랑선성의 민간 설화의 지위는 달성되었다. 중국과의 전쟁 중 유명해진 국경마을에는 전쟁의 잔재가 남아 관람객들에게 전시되어 있다. 그러나 국경선이 재건되자 이 마을을 통해 베트남과 중국 사이의 활발한 교역이 번성하고 있다. 1959년 중국 침공 때 랑선 마을도 큰 피해를 입었지만, 이후 재건되었다. 끼꿍강 부근의 옛 마을에는 재미있는 유적들이 몇 군데 있다.

## 지리
랑선성은 카르스트 석회암 산과 계곡을 배경으로 하고 있다. 산과 숲은 랑선성 면적의 80%를 차지한다. 랑선성은 남북으로 약 123km, 서에서 동으로 약 126km이다. 랑선성의 평균 고도는 해발 252m이다. 랑선성의 최저점은 흐우렁현 남쪽을 향해 20m, 가장 높은 지점은 머우선으로 1,541m이다. 머우선 마을의 30km 동쪽에 있으며, 일련의 작은 봉우리에 둘러싸여 있다. 겨울에는 때때로 눈이 이 봉우리에 내린다. 박선 산맥은 지방에 위치해 있으며 자연적으로 석회질이다. 비옥한 계곡은 높은 산등성이로 틀이 잡혀 있어 경치가 좋다.
랑선성의 북쪽은 까오방성과 인접해 있다. 243km 끼 또는 뀨강이 랑선시를 흐르고 약 1,000m 높이의 높은 산으로 둘러싸인 계곡에 충적 평야가 형성되어 있다. 끼강은 유역 면적이 6,660 km2에 이르며, 딘럽현에서 해발 고도 1,166m의 박싸의 산악 지대에 발원하고 있다. 이 강은 중국 떠이장강 유역의 일부분이다. 길이 52m, 유역 면적 320 km2의 끼꿍강의 지류인 반틴강은 중국 광시성의 산악지대에서 발원하며, 록빈현 쿠엇 사에 있는 끼꿍으로 흘러든다.

## 기후
| Lạng Sơn의 기후                                               | Lạng Sơn의 기후 | Lạng Sơn의 기후 | Lạng Sơn의 기후 | Lạng Sơn의 기후 | Lạng Sơn의 기후 | Lạng Sơn의 기후 | Lạng Sơn의 기후 | Lạng Sơn의 기후 | Lạng Sơn의 기후 | Lạng Sơn의 기후 | Lạng Sơn의 기후 | Lạng Sơn의 기후 | Lạng Sơn의 기후 |
| 월                                                            | 1월             | 2월             | 3월             | 4월             | 5월             | 6월             | 7월             | 8월             | 9월             | 10월            | 11월            | 12월            | 연간            |
| ------------------------------------------------------------- | --------------- | --------------- | --------------- | --------------- | --------------- | --------------- | --------------- | --------------- | --------------- | --------------- | --------------- | --------------- | --------------- |
| 역대 최고 기온 °C (°F)                                        | 31.6 (88.9)     | 36.4 (97.5)     | 36.7 (98.1)     | 38.2 (100.8)    | 39.8 (103.6)    | 38.8 (101.8)    | 37.6 (99.7)     | 37.7 (99.9)     | 36.2 (97.2)     | 34.3 (93.7)     | 32.7 (90.9)     | 30.2 (86.4)     | 39.8 (103.6)    |
| 일평균 최고 기온 °C (°F)                                      | 17.5 (63.5)     | 18.8 (65.8)     | 21.9 (71.4)     | 26.5 (79.7)     | 30.2 (86.4)     | 31.5 (88.7)     | 31.7 (89.1)     | 31.3 (88.3)     | 30.2 (86.4)     | 27.5 (81.5)     | 23.7 (74.7)     | 19.8 (67.6)     | 25.9 (78.6)     |
| 일일 평균 기온 °C (°F)                                        | 13.1 (55.6)     | 14.7 (58.5)     | 18.0 (64.4)     | 22.3 (72.1)     | 25.5 (77.9)     | 26.9 (80.4)     | 27.1 (80.8)     | 26.6 (79.9)     | 25.2 (77.4)     | 22.3 (72.1)     | 18.4 (65.1)     | 14.6 (58.3)     | 21.3 (70.3)     |
| 일평균 최저 기온 °C (°F)                                      | 10.1 (50.2)     | 12.0 (53.6)     | 15.4 (59.7)     | 19.3 (66.7)     | 22.1 (71.8)     | 23.8 (74.8)     | 24.0 (75.2)     | 23.7 (74.7)     | 22.2 (72.0)     | 18.8 (65.8)     | 14.8 (58.6)     | 11.0 (51.8)     | 18.1 (64.6)     |
| 역대 최저 기온 °C (°F)                                        | −2.1 (28.2)     | −1.7 (28.9)     | 0.9 (33.6)      | 9.3 (48.7)      | 13.7 (56.7)     | 15.1 (59.2)     | 18.6 (65.5)     | 19.5 (67.1)     | 13.2 (55.8)     | 5.5 (41.9)      | 1.8 (35.2)      | −1.5 (29.3)     | −2.1 (28.2)     |
| 평균 강수량 mm (인치)                                         | 35.4 (1.39)     | 33.3 (1.31)     | 50.3 (1.98)     | 91.1 (3.59)     | 159.4 (6.28)    | 191.3 (7.53)    | 236.0 (9.29)    | 227.6 (8.96)    | 141.8 (5.58)    | 78.9 (3.11)     | 41.4 (1.63)     | 24.2 (0.95)     | 1,318.2 (51.90) |
| 평균 강우일수                                                 | 9.3             | 10.0            | 13.2            | 12.5            | 13.5            | 15.6            | 16.6            | 17.2            | 12.4            | 8.6             | 6.5             | 5.9             | 141.3           |
| 평균 상대 습도 (%)                                            | 80.4            | 82.5            | 83.6            | 82.7            | 81.6            | 83.6            | 84.2            | 85.9            | 84.7            | 82.0            | 80.0            | 78.0            | 82.5            |
| 평균 월간 일조시간                                            | 74.5            | 59.2            | 59.2            | 98.1            | 171.2           | 161.4           | 180.2           | 171.3           | 174.4           | 157.5           | 136.3           | 115.5           | 1,561.4         |
| 출처 1: Vietnam Institute for Building Science and Technology |                 |                 |                 |                 |                 |                 |                 |                 |                 |                 |                 |                 |                 |
| 출처 2: The Yearbook of Indochina                             |                 |                 |                 |                 |                 |                 |                 |                 |                 |                 |                 |                 |                 |

## 행정 구역

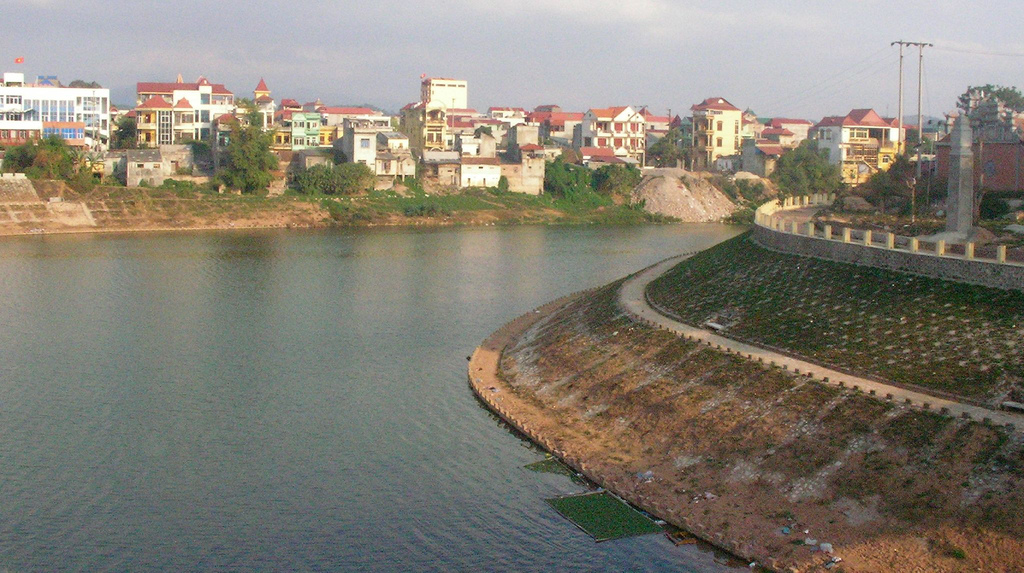
랑선시

### 시
- 랑선시 (Lạng Sơn / 諒山)

### 현
- 박선현 (Bắc Sơn / 北山)
- 빈자현 (Bình Gia / 平嘉)
- 까오록현 (Cao Lộc / 高祿)
- 찔랑현 (Chi Lăng / 枝陵)
- 딘럽현 (Đình Lập / 定立)
- 흐울룽현 (Hữu Lũng / 右隴)
- 록빈현 (Lộc Bình / 祿平)
- 짱딘현 (Tràng Định / 長定)
- 반랑현 (Văn Lãng / 文朗)
- 반꽌현 (Văn Quan / 文關)

## 인구 통계
베트남 정부 통계청에 따르면, 2008년 현재 랑선성의 인구는 759,000명으로, 총 면적 8,327.6km2에 걸쳐 평방 킬로미터당 91명의 인구밀도를 보였다. 이것은 베트남의 북부 중부와 산악지대에서 인구가 가장 적은 지방 중 하나이다. 이 기간의 남성 인구는 370,100명으며, 여성 인구는 386,900명을 차지한다. 농촌 인구는 도시 인구 15만 3400명(농촌 인구의 약 2.5%)에 비해 60만 5600명이었다.
랑선성에 거주하는 민족은 킨족, 따이족, 눙족, 자오족, 몽족, 산짜이족, 응아이족, 몽따그나드족이다. 눙족은 인구의 42.97%를 차지했고, 따이족이 35.92%로 그 뒤를 이었다. 킨족은 16.5%이고, 나머지는 대부분 자오족, 호아족, 산짜이족, 흐몽족이다.
눙족의 방언을 쓰는 곳은 랑선성 동부에 있는 눙판슬린(Nung Phan Slinh)과 랑선시 주변의 눙짜오 그리고 랑선성 서부의 눙인을 포함한다.

## 경제
랑선성의 경제는 농업과 임업이 80%를 차지한다. 랑선성에는 보크사이트, 인산염, 석탄이 많이 매장되어 있다. 또한 금, 은, 납의 매장량도 눈에 뛸 정도로 가지고 있다. 1986년 재배한 총 550 km2중 400 km2를 차지한 쌀과 고구마, 옥수수, 카사바 등이 주요 작물이다. 또한 기호품인 차와 담배잎도 중요 작물 중 하나이다. 이 작물들은 일반적으로 박선 산맥, 빈자 산맥, 반꽌 산맥의 계곡과 끼꿍강과 트엉강의 강 평원을 따라 재배된다.
흐울룽현와 같은 일부 지역에서는 사탕수수 농장이 있고, 오렌지와 파인애플을 재배하고, 다른 현에서는 차와 자두를 재배한다. 동물 사육은 랑선성에서 발달하고 있으며, 1986년에는 14만 마리의 물소와 소가 이 지방에서 기록되었고, 15만 마리의 돼지가 사육되었다. 랑선성은 또한 탓케 오리로도 유명하다.

## 관광

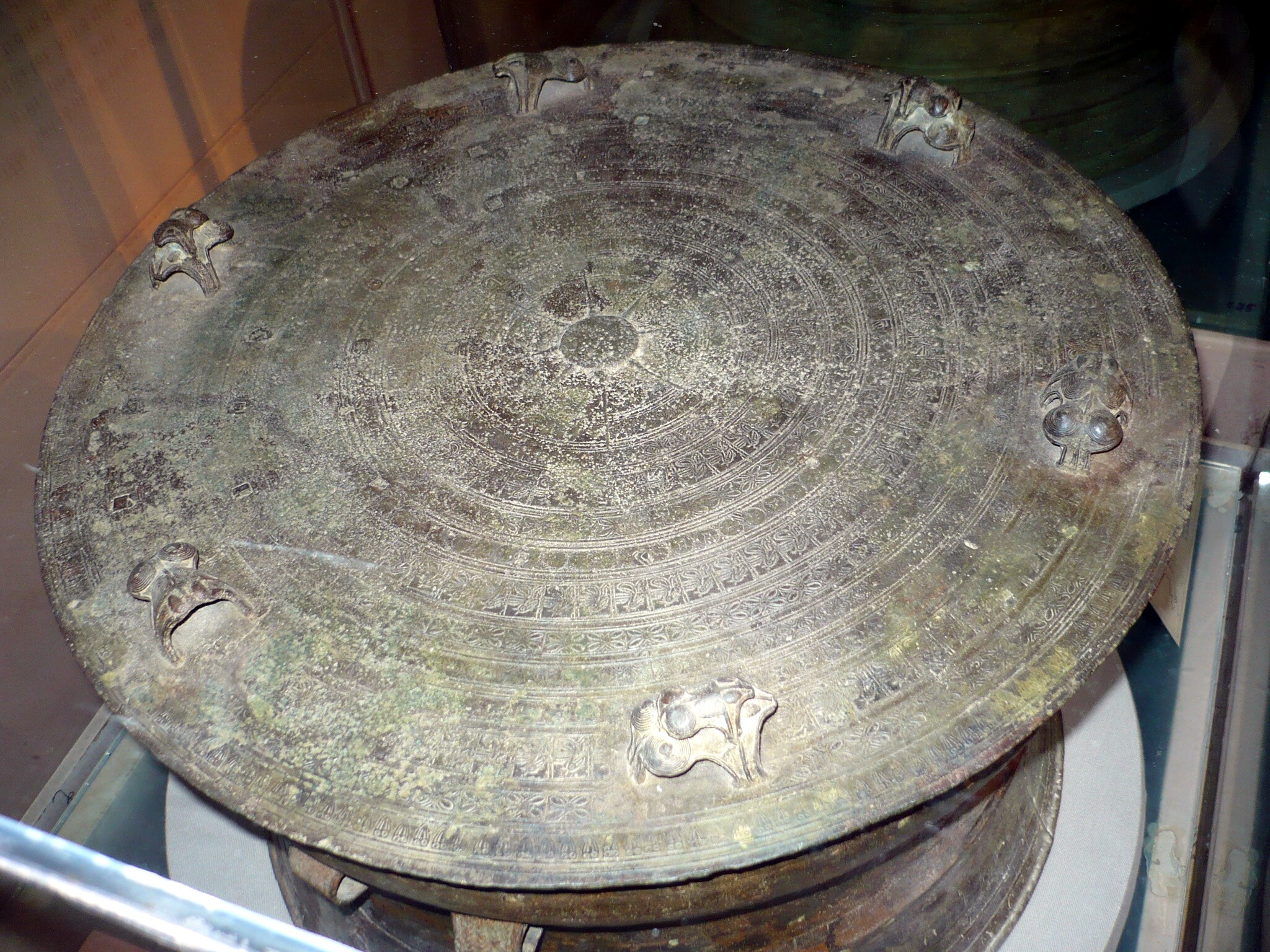
랑선 동경 II

많은 방문객을 끌어들이는 풍부한 전쟁사를 가진 지역으로 황폐해진 동당 국경 마을과는 별도로, 이 지방의 다른 역사적 장소는 랑선시에서 얼마 떨어지지 않은 곳에 위치한 두 개의 커다란 석회암 동굴과 명나라의 16세기 성곽이다.

땀타인 동굴과 니타인 동굴로 불리는 두 동굴에는 불교식 제단이 있고, 조명이 잘 설치되어 있다. 땀타인 동굴은 3개의 방, 물 연못으로 매우 크고, 밖에는 광활한 논을 볼 수 있는 창문이 있다. 오른쪽 동굴의 바깥쪽 방에는 6개의 사당이 있는 땀자오 사찰(1777년 건축)이 있다. 왼쪽에 있는 동굴의 두 번째 방에도 사당이 있다. 응옥뚜옌강은 이 동굴을 통해 산으로 흘러들어 가는데, 이것은 "극적인 광경"으로 묘사되는 특이한 특징이다. 니타인 동굴과 땀타인 동굴에서 약 700m 떨어진 곳에 있는 이 동굴은 18세기에 랑선성 수비대의 군사 지휘관인 응오틴시에 의해 발견되었다. 동굴 입구에 그의 시가 새겨져 있다. 동굴 근처에 세워진 명패는 완전한 유럽 복장을 한 프랑스 거주자의 모습을 묘사하고 있다. 응옥뚜옌강이 동굴을 통해 흐른다.
명왕조의 성은 암석 바깥의 황량한 지역에 위치한 16세기 기념물로, 동쪽과 마주보고 있는 성벽으로 경계를 이루고 있으며, 랑선시에서 땀띤 도로를 이용하여 접근할 수 있다. 길가에서 늘어선 계단이 성곽의 폐허로 이어진다.
랑선시는 또한 18세기에 지어진 고대 성벽들을 가지고 있다.